# Телёнок
Телёнок (тёлка, телок) — молодая особь ряда видов парнокопытных.
Телятами называют молодняк крупного рогатого скота обоих полов в возрасте до одного года. Молодых животных (в возрасте до года) некоторых диких видов быков и китов также иногда называют телятами.
Телята могут быть получены путем естественного разведения, либо с использованием искусственного оплодотворения коровы. 
Телята способны стоять на ногах спустя нескольких минут после рождения. Тем не менее, в течение первых нескольких дней они не в состоянии легко идти в ногу с остальными членами стада.